# アメリカカンザイシロアリ

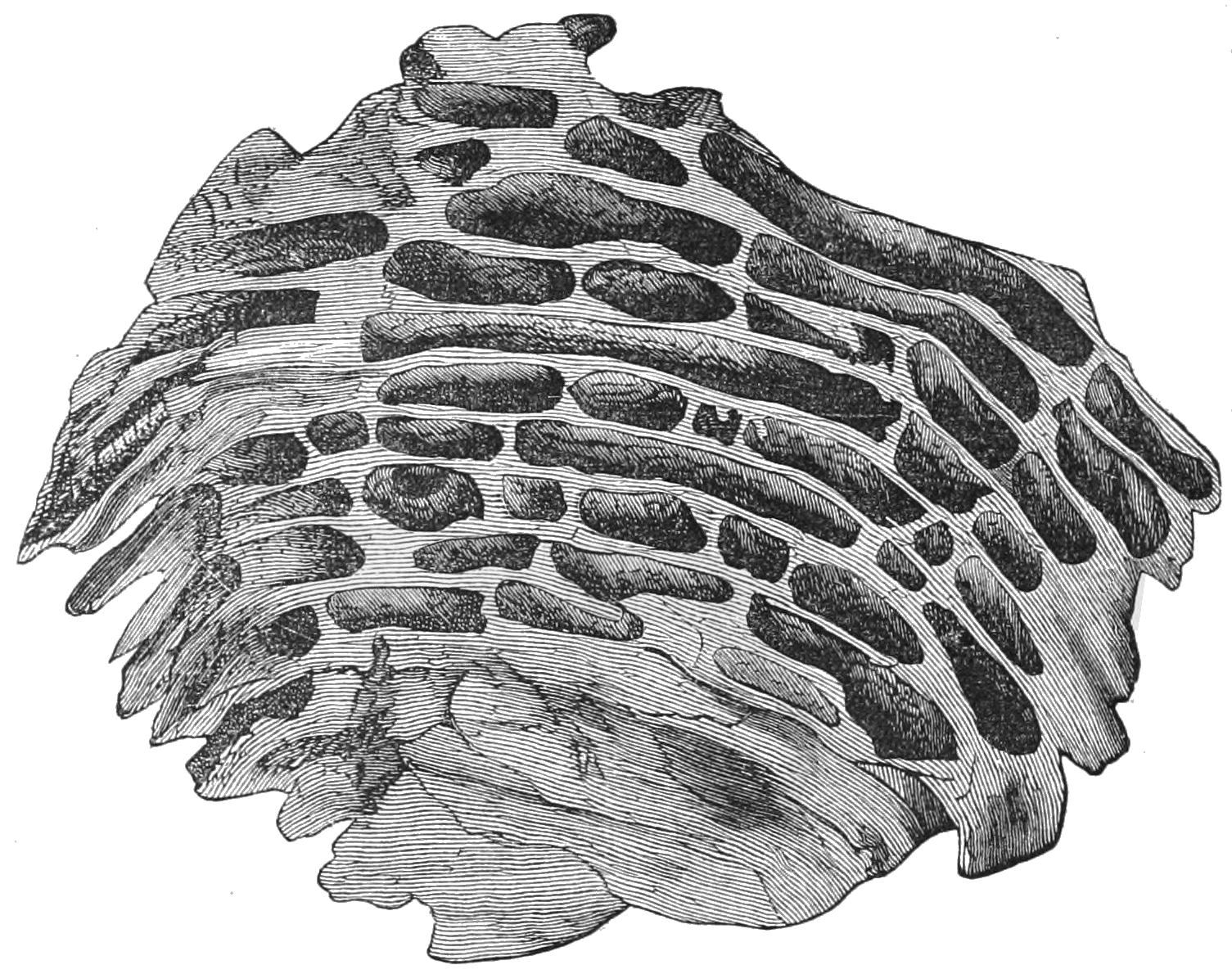
虫食いにより強度が低くなった木。

アメリカカンザイシロアリは、レイビシロアリ科のシロアリである。
メキシコ北部から北米西部にかけてが原産であり、そのほかにも東海岸を含むアメリカ各地域で生息している。その他にトロント、ハワイ、中国、日本で外来種として確認されている。住宅を含む木造建造物にとって経済的に深刻な病害虫であり、カリフォルニアとアリゾナ州で毎年約2億5000ドルの損失が試算された。米国西部ではおそらく最悪の害虫であり、ミゾガシラシロアリ科の地下シロアリに次ぐ経済的損失をもたらす 。
コロニーは真社会性であり、有翅アリ・兵隊アリ・働きアリの3種が存在する。体は濃茶、頭部はオレンジ色である。春から夏にかけて活発化する。

## 生息地

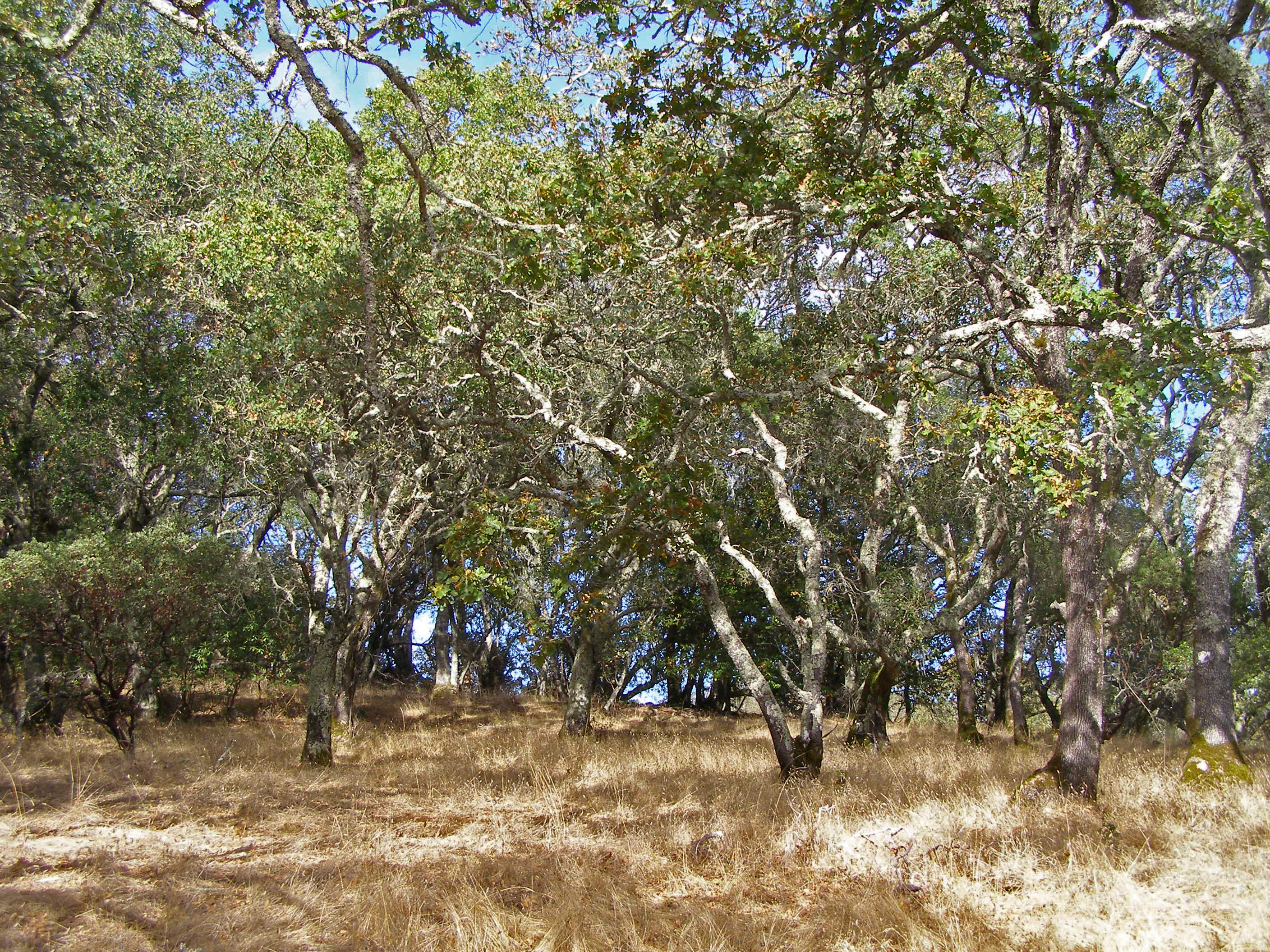
このカリフォルニアオークの森林は営巣地域として知られる。

カリフォルニア周辺の、比較的乾燥している地中海性気候に順応している。
自然界では、ヤナギ、オーク、プラタナス、切株、落枝、丸太に巣作りする。人間の居住地域の近くでは、バラ、トキワサンザシ属、キョウチクトウ、ハンノキ属、トネリコ属、アボカド、キャロブ、ミカン属、ニワトコ属、クワ、クルミ、多くのサクラ属などを利用する。
木材にもコロニーを形成することから、家具やフローリング、窓枠、扉、鼻隠、下端、電柱、畳が侵食される。

## 対処法
対象自体に営巣している場合には全体を覆い、フッ化スルフリルを用いて燻蒸する。部分的な対処としては、ピレスロイドやイミダクロプリドなどの殺虫剤を注入する。ヒドラメチルノン入りのゲル状の毒餌は、実験で効果を示した。
殺虫剤を使わない熱風や液体窒素などの手法も研究されており、マイクロ波や高圧低電流も有効である。